# باغ صدری فیض‌آباد
باغ صدری فیض آباد مربوط به متاخر دوران‌های تاریخی پس از اسلام است و در شهرستان تفت، بخش مرکزی، دهستان پیشکوه، روستای فیض آباد واقع شده است. این اثر در تاریخ ۱۶ دی ۱۳۸۷ با شمارهٔ ثبت ۲۴۴۱۳ به‌عنوان یکی از آثار ملی ایران به ثبت رسیده است.